# 梅尔 (贝卢诺省)
梅尔（義大利語：Mel），曾是意大利威尼托大区贝卢诺省的一个市镇。总面积85.72平方公里，人口5698人，人口密度73.3人/平方公里（2016年）。国家统计（ISTAT）代码为025034。
2019年1月30日伦蒂艾、梅尔和特里基亚纳三市镇合并为新的市镇瓦尔贝卢纳镇。